# Coll de Portella
El Coll de Portella és una collada amb el punt de sella a 556,7 metres d'altitud dins del municipi de Monistrol de Calders, del Moianès.
Està situat a l'antic camí ral de Manresa, possiblement hereu del camí romà de Manresa a Girona, per la qual cosa el Coll de Portella està documentat des de l'alta edat mitjana. És al lloc on el Serrat de Brusa s'uneix als contraforts meridionals de la Serra de les Abrines. En el vessant nord-oriental d'aquest coll hi havia hagut una la Pedrera del Coll de Portella, una de les diverses explotacions d'extracció de pedra que donaren tanta vida a Monistrol de Calders cal als anys seixanta i setanta del segle xx.
En el vessant nord-oest del Coll de Portella s'obre el Sot del Planter, amb la Baga del Coll de Portella i el torrent de la Baga del Coll de Portella.
Referit a aquest indret hi ha un fet destacable de la darrera guerra civil: en plena retirada de l'exèrcit republicà, els primers dies del 1939, una tanqueta republicana -de fet, una metralladora muntada sobre una petita camioneta- s'avarià al Coll de Portella i fou abandonada pels republicans. De seguida, l'única persona del poble de Monistrol de Calders que en aquells anys treballava amb camions, ja que feia de traginer, s'arribà fins al lloc on havia estat abandonat aquell vehicle, en desmuntà el motor, i el muntà en un camió avariat que tenia. Al cap de pocs dies els ocupants franquistes l'anaven a buscar per dur-lo a un consell de guerra per haver-se apropiat de material de guerra. Se'n sortí amb una condemna lleu.